# Victor de Sousa
Vítor Manuel da Silveira e Sousa de Araújo ComIH (Lisboa, 18 de novembro de 1946) é um actor português.

## Biografia
Terminou o Curso de Teatro, variante de Formação de Actores, na Escola de Teatro do Conservatório Nacional, em 1967.
A sua estreia como ator ocorrera já em 1965, construindo ao longo dos anos 1960 e seguintes, um solido percurso teatral. 
Começou junto de Luzia Maria Martins, no Teatro Estúdio de Lisboa, onde integrou o elenco de peças como Tomás More, de Robert Bolt, ou A Rabeca, de Prista Monteiro. Ainda em 1967, deslocou-se a Paris para apresentar, no Olympia, o espetáculo Olimpíadas do Music-Hall. 
Passou depois pela Casa da Comédia onde, sob a direção de Norberto Barroca, participou em Mário, ou eu próprio - o outro, de José Régio, e Caixa de Pandora, de Fernando Amado. 
Em 1970 integrou o núcleo fundador do Teatro do Gerifalto, juntamente com António Manuel Couto Viana, onde fez As Babuchas de Abu Kassen, de August Strindberg. 
Passaria a seguir para o Grupo de Acção Teatral, onde foi dirigido por Artur Ramos em O Processo, de Franz Kafka, e Depois da Queda, de Arthur Miller. 
No Teatro Experimental de Cascais, integrou o elenco de Os Dois Verdugos, de Fernando Arrabal, e Chapéu de Palha de Itália, de Ernest Labiche, todas encenadas por Carlos Avilez. 
Em 1971 estaria novamente, com Artur Ramos, na Companhia do Teatro São Luiz, onde fazia parte do elenco de A Mãe de Witkiewicz, cuja estreia foi interrompida pelos serviços de censura do Estado Novo.
Actor de comédia em 1972, junto de Laura Alves, chegou à televisão em 1974, quando integrava a Companhia de Teatro da RTP, sedeada no Teatro Maria Matos. 
Aqui representou um sem número de obras clássicas, de autores como Anton Tchekov, Bertolt Brecht, Henrik Ibsen, e obras de dramaturgos portuguesa, como Bernardo Santareno, Manuel da Fonseca, Almeida Garrett, Ramada Curto ou Miguel Franco. 
No mesmo teatro veio a participar na fundação e na direcção da cooperativa artística Reportório, onde participou em O Encoberto de Natália Correia, O Pato de Georges Feydeau, O Crime do Padre Amaro e A Tragédia da Rua das Flores de Eça de Queiroz, entre outras. 
Voltaria à comédia em 1979, integrado em produções de Sérgio de Azevedo, em que colaborou com Nicolau Breyner e Herman José. 
Precisamente, com Herman José acabaria por iniciar uma colaboração que duraria mais de duas décadas, na televisão, a partir dos anos 1980. Junto deste humorista colaborou em O Tal Canal (1984), em Hermanias (1985), Humor de Perdição (1987), Casino Royal (1989), Crime na Pensão Estrelinha (1990), Parabéns (1993), Herman Enciclopédia (1997) e Herman SIC (2000-2007). 
Além da televisão, a sua atividade junto de Herman estendeu-se também aos programas que este concebeu para a Rádio Comercial, nos anos 1980 - em 1985 - A Flor Do Éter, 1985 - Programa Da Manhã, 1986 - Rebéubéu Pardais Ao Ninho.
Esporadicamente, o ator regressou ao teatro - em 1997 integrou o elenco de A Importância de Ser Amável (São Luiz, com Fernando Heitor); em 2002 participou em Partitura Inacabada de Tchekov, dirigido por Paulo Matos (TNDMII); em 2005 interpretou com Sofia Alves A Educação de Rita de Willy Russel. 
De resto, na televisão, foi integrando o elenco de diversas séries, novelas e programas de entretenimento, tais como Sabadabadu (1981) com Ivone Silva e Camilo de Oliveira; a novelaVila Faia, em 1982;  as séries Os Bonecos da Bola (1993), A Mulher do Sr. Ministro, junto de Ana Bola (1994), Médico de Família (1998), Cuidado com as Aparências (2000), as novelas Jura e Vingança (2007).
No cinema participou em cerca de cinco longas-metragens, como Lerpar de Luís Couto (1975), Santa Aliança de Eduardo Geada (1980) e O Querido Lilás de Artur Semedo (1986); em 2016 Dofus, o filme.
Na radio teve ainda colaborações com a Emissora Nacional, posteriormente Antena 1, e Correio da Manhã Rádio, em Dora e Dário, igualmente com Ana Bola (1991). 
Participou, por fim, em numerosos espetáculos de poesia portuguesa, tendo gravado alguns discos de declamação.
A 3 de Fevereiro de 2006 foi agraciado como comendador da Ordem do Infante D. Henrique, por Jorge Sampaio.

## Vida pessoal
Victor de Sousa assumiu publicamente a sua homossexualidade em 2010.

## Televisão
| Ano       | Projeto                           | Personagem                 | Canal | Notas                      |
| --------- | --------------------------------- | -------------------------- | ----- | -------------------------- |
| 1964      | A Recompensa                      |                            | RTP   | Teatro em Televisão        |
| 1970      | Auto da Natural Invenção          | Almeida                    | RTP   | Teatro em Televisão        |
| 1972      | Um Auto de Gil Vicente            | Bernardim Ribeiro          | RTP   | Teatro em Televisão        |
| 1975      | Schweik na Segunda Guerra Mundial |                            | RTP   | Teatro em Televisão        |
| 1975      | Angústia Para o Jantar            |                            | RTP   |                            |
| 1976      | Alves e Companhia                 | Machado                    | RTP   |                            |
| 1979      | Os Maias                          |                            | RTP   |                            |
| 1981/1982 | Sabadabadu                        | Vários Personagens         | RTP   |                            |
| 1982      | Vila Faia                         | Bruno                      | RTP   | Telenovela                 |
| 1983      | O Tal Canal                       | Vários Personagens         | RTP   |                            |
| 1984      | Hermanias                         | Vários Personagens         | RTP   |                            |
| 1986      | Os Pratos da Balança              |                            | RTP   |                            |
| 1986      | Ora Agora Conto Eu...             | Narrador                   | RTP   |                            |
| 1987/1988 | Humor de Perdição                 | João Almeida Garrett       | RTP   |                            |
| 1988      | Sétimo Direito                    | Fiel Cruz                  | RTP   | pequena participação       |
| 1988/1989 | Passerelle                        | Miguel Pessoa              | RTP   | Telenovela                 |
| 1989      | Casino Royal                      | Trafaria                   | RTP   |                            |
| 1990      | Quem Manda Sou Eu                 | Salvador                   | RTP   |                            |
| 1990      | Crime na Pensão Estrelinha        | Lelo                       | RTP   |                            |
| 1991      | Herman Circus                     |                            | RTP   |                            |
| 1991      | Hermanias: Especial Fim de Ano    | Vários Personagens         | RTP   |                            |
| 1992      | Aqui D'El Rei!                    | Chapeleiro                 | RTP   |                            |
| 1993      | Telhados de Vidro                 | Jacinto                    | TVI   | Telenovela                 |
| 1993/1994 | Os Bonecos da Bola                | Vários Personagens         | RTP   |                            |
| 1994      | O Rosto da Europa                 |                            | RTP   | pequena participação       |
| 1994      | Desculpem Qualquer Coisinha       |                            | RTP   |                            |
| 1995      | Cabaret                           | Vários Personagens         | RTP   | pequena participação       |
| 1995      | Desencontros                      | Rafael Antunes             | RTP   | Telenovela                 |
| 1996      | Polícias                          | Menezes                    | RTP   | pequena participação       |
| 1994/1997 | A Mulher do Senhor Ministro       | Américo da Silva Rocha     | RTP   |                            |
| 1997      | Herman Enciclopédia               | Vários Personagens         | RTP   |                            |
| 1997/1998 | A Grande Aposta                   | Edmundo Marques Leal       | RTP   | Telenovela                 |
| 1998      | Não Há Duas Sem Três              | Baptista                   | RTP   | pequena participação       |
| 1998      | As Lições do Tonecas              | Américo da Silva Rocha     | RTP   | pequena participação       |
| 1998      | Débora                            | Jacinto                    | RTP   |                            |
| 1998/1999 | Médico de Família                 | Vítor                      | SIC   | Série                      |
| 1999      | Nós os Ricos                      |                            | RTP   | pequena participação       |
| 1999      | Esquadra de Polícia               | Evaristo                   | RTP   | pequena participação       |
| 1999      | Docas 2                           | Vários Personagens         | RTP   | pequena participação       |
| 2000      | A Senhora Ministra                | Américo da Silva Rocha     | RTP   |                            |
| 2000      | Conde de Abranhos                 |                            | RTP   |                            |
| 2000      | Con(s)certos na Cave              | Eugénio                    | RTP   |                            |
| 2000      | Alves dos Reis                    |                            | RTP   |                            |
| 2000/2001 | Cuidado com as Aparências         | Artur                      | SIC   |                            |
| 2001      | Sábado à Noite                    |                            | RTP   |                            |
| 2001      | Milionários à Força               | Vasco Carneiro             | RTP   |                            |
| 2001      | Querido Professor                 |                            | SIC   |                            |
| 2002      | Fúria de Viver                    | Mário Lacerda              | SIC   |                            |
| 2003      | O Jogo                            | Padre Bento                | SIC   |                            |
| 2004      | Os Batanetes                      | José Peixoto Batanete      | TVI   |                            |
| 2004      | Queridas Feras                    |                            | TVI   |                            |
| 2004/2005 | HermanSIC                         | Vários Personagens         | SIC   |                            |
| 2005      | Ruas Vivas                        | Francisco Martins Sarmento | RTP   |                            |
| 2005      | Inspector Max                     | Raúl Cardoso               | TVI   |                            |
| 2006/2007 | Floribella                        | Barão Franz Meyertropp     | SIC   |                            |
| 2007      | Jura                              | Ernesto                    | SIC   |                            |
| 2007      | Vingança                          | Artur Clemente             | SIC   |                            |
| 2008      | Aqui Não Há Quem Viva             | Artur                      | SIC   |                            |
| 2008      | Casos da Vida                     | Francisco                  | TVI   |                            |
| 2008      | Equador                           |                            | TVI   |                            |
| 2008/2009 | Olhos nos Olhos                   | Carlos                     | TVI   |                            |
| 2009      | Camilo, o Presidente              | Barão                      | SIC   | pequena participação       |
| 2009/2010 | Ele é Ela                         | Elias                      | TVI   |                            |
| 2011      | Redenção                          | Abreu Albuquerque de Mello | TVI   |                            |
| 2012      | Remédio Santo                     | Padre Venâncio             | TVI   |                            |
| 2013      | Sabores e Sentidos                | Cosme                      | TVI   |                            |
| 2013      | Giras & Falidas                   | José Batanete              | TVI   | pequena participação       |
| 2013      | Conta-me História                 |                            | RTP   |                            |
| 2013      | A Mãe do Senhor Ministro          | Américo da Silva Rocha     | RTP   |                            |
| 2014      | Mau Mau Maria                     | Vicente                    | RTP   | minissérie exibida em 2016 |
| 2014/2015 | Água de Mar                       | Gustavo Barahona           | RTP   |                            |
| 2016      | Donos Disto Tudo                  | Vários Personagens         | RTP   | pequena participação       |
| 2016      | Nelo & Idália                     | Dr. Meireles               | RTP   | pequena participação       |
| 2016      | Santa Bárbara                     | Dr. Galvão                 | TVI   | pequena participação       |

## Dobragens
- Hoodwinked! (2005) - Nico Badanas
- Hoodwinked Too! Hood vs. Evil (2011) - Nico Badanas
- Dofus (2016) - Mestre Krepin